# Olios pusillus
Olios pusillus là một loài nhện trong họ Sparassidae.
Loài này thuộc chi Olios. Olios pusillus được Eugène Simon miêu tả năm 1880.